# Opór środowiska
Opór środowiska – wszystkie czynniki ekologiczne działające na populacje, w sposób uniemożliwiający jej osiągnięcie nadmiernej liczebności (tzn zaburzającej równowagę biocenotyczną), poprzez zmniejszenie rozrodczości lub zwiększenie śmiertelności. Opór środowiska w przypadku zwierząt wpływa również na migracje.
Opór środowiska jest warunkowany przez pojemność środowiska.